# خانه مسکونی زرکشوری
خانه مسکونی زرکشوری مربوط به اواخر دوره قاجار است و در رودسر، محله طالب زاده، کوچه شهید احمد زمانی واقع شده و این اثر در تاریخ ۱۱ شهریور ۱۳۸۲ با شمارهٔ ثبت ۹۹۲۲ به‌عنوان یکی از آثار ملی ایران به ثبت رسیده است.